# Rolf Witting
Rolf Johan Witting, född 30 september 1879 i Viborg, död 11 oktober 1944 i Borgå landskommun, var en finländsk hydrograf och politiker.

## Biografi
Witting blev student 1897, filosofie kandidat 1901, filosofie magister 1907, filosofie licentiat 1909 och filosofie doktor 1910. Han anställdes 1902 som assistent och 1911 som ledare för de under Finska Vetenskapssocieteten lydande hydrografisk-biologiska havsundersökningarna samt blev 1918–1936 direktor för Havsforskningsinstitutet, som vid sitt inrättande övertog nämnda undersökningar. Åren 1936–1944 var han chef för Helsingfors Aktiebank.
Witting var representant för Svenska folkpartiet i Finlands riksdag 1924–1927. Han var kommunikationsminister 1924–1925, biträdande finans- och utrikesminister 1933–1936 och utrikesminister 1940–1943. Han har efter sin död kritiserats för att i sistnämnda befattning haft en stor del av ansvaret för Finlands samarbete med Nazityskland inför och under finska fortsättningskriget.
Witting publicerade en mängd undersökningar i Havsforskningsinstitutets skrifte samt Untersuchungen zur Kenntniss der Wasserbewegungen und der Wasserumsetzung in den Finland umgebenden Meeren I: Der Bottnische Meerbusen in den Jahren 1904 und 1905 (licentiatavhandling, 1908), Tidvattnen i Östersjön och Finska viken i "Fennia" (1911) och Hafsytan, geoidytan och landhöjningen utmed Baltiska hafvet och vid Nordsjön (1918).